# کالکس
کالکس(به انگلیسی: Calx) اصطلاحی قدیمی در شیمی و کیمیاگری است که به معنی اکسید فلزی است که در اثر حرارت دادن فلز در مجاورت هوا به وجود می آید.به این فرایند تکلیس گفته می شود.